# 't Slot (molen)
 't Slot is een korenmolen gelegen aan de Punt 17 in Gouda. De molen is in 1832 gebouwd als vervanging van een eerdere achtkante stellingmolen die in 1831 door brand werd verwoest. Het is de derde molen op de plaats waar het kasteel van de Heeren van Ter Gouw ooit stond. De eerste molen op die plaats dateerde van 1581. Sinds 1962 is de gemeente Gouda eigenaar van de molen. Van 2003 tot 2005 is 't Slot gerestaureerd.
In 't Slot bevinden zich twee windgedreven koppels maalstenen en twee elektrisch aangedreven koppels.

## Eerste steen
Nicolaas Hendrik van Schelven (1880-1950) kocht in 1905 meelmolen 't Slot. Na de eerste Wereldoorlog groeide het bedrijf en was er meer opslag nodig. In 1926 werd een 3 verdiepingen hoog pakhuis gebouwd aan de oostkant van de molen. De molen stond op erfpacht en deze werd in 1962 niet meer verlengd. Het gevolg was dat Cornelis van Schelven, zoon van Nicolaas Hendrik, onteigend werd van de molen. Een woning, het oude- en nieuwe pakhuis en kantoor werden gesloopt. De eerste steen van het nieuwe pakhuis gelegd in 1926 door Hilligje Margje (Hilda) van Meijeren, de echtgenote van Nicolaas Hendrik, werd door de familie gered van de sloop. Zo'n 60 jaar na de sloop keerde de steen weer terug naar de molen. Op 17 juni 2021 werd de steen onthuld door wethouder Thierry van Vught.

## Zie ook

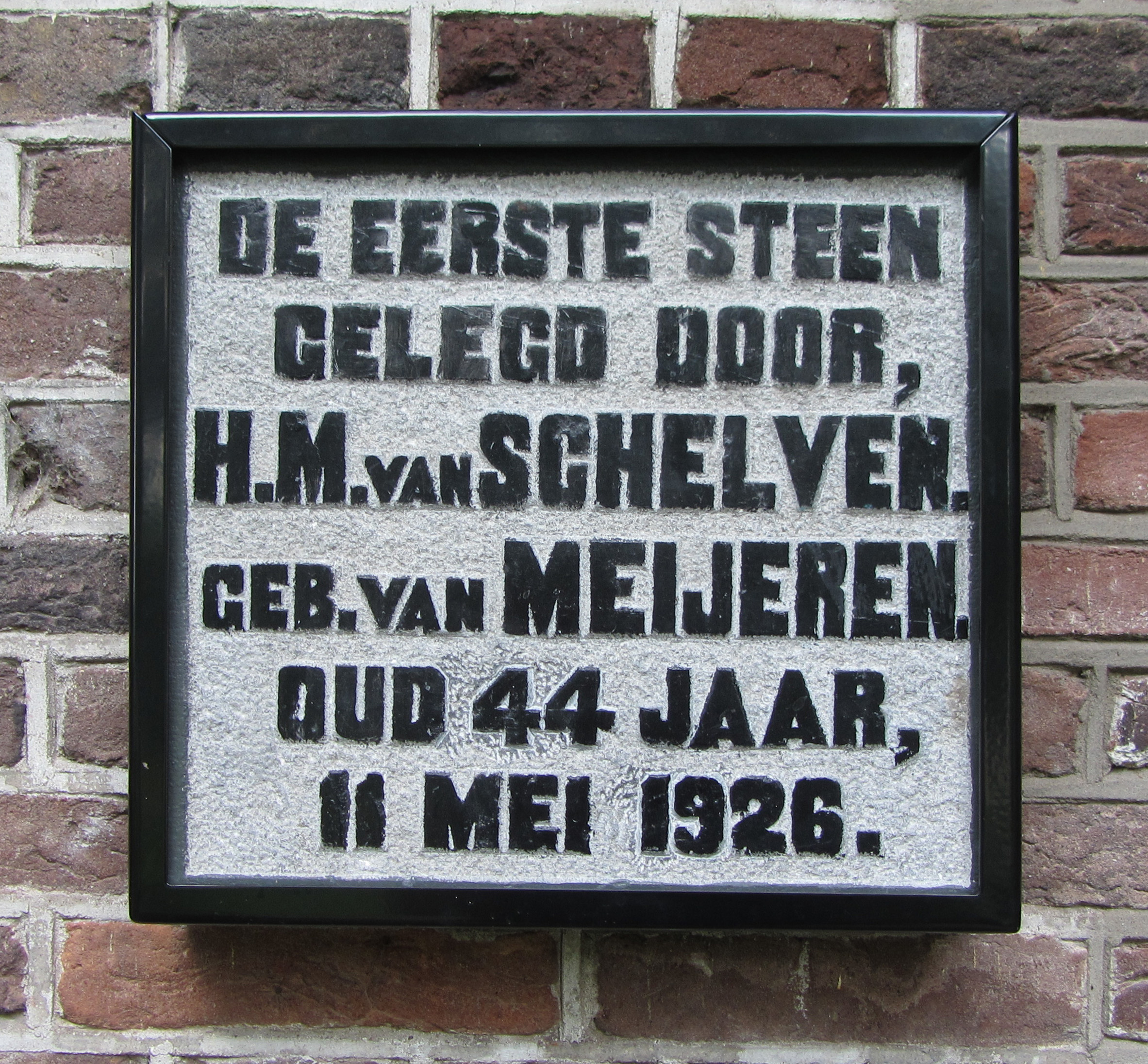
Eerste steen van het pakhuis uit 1926
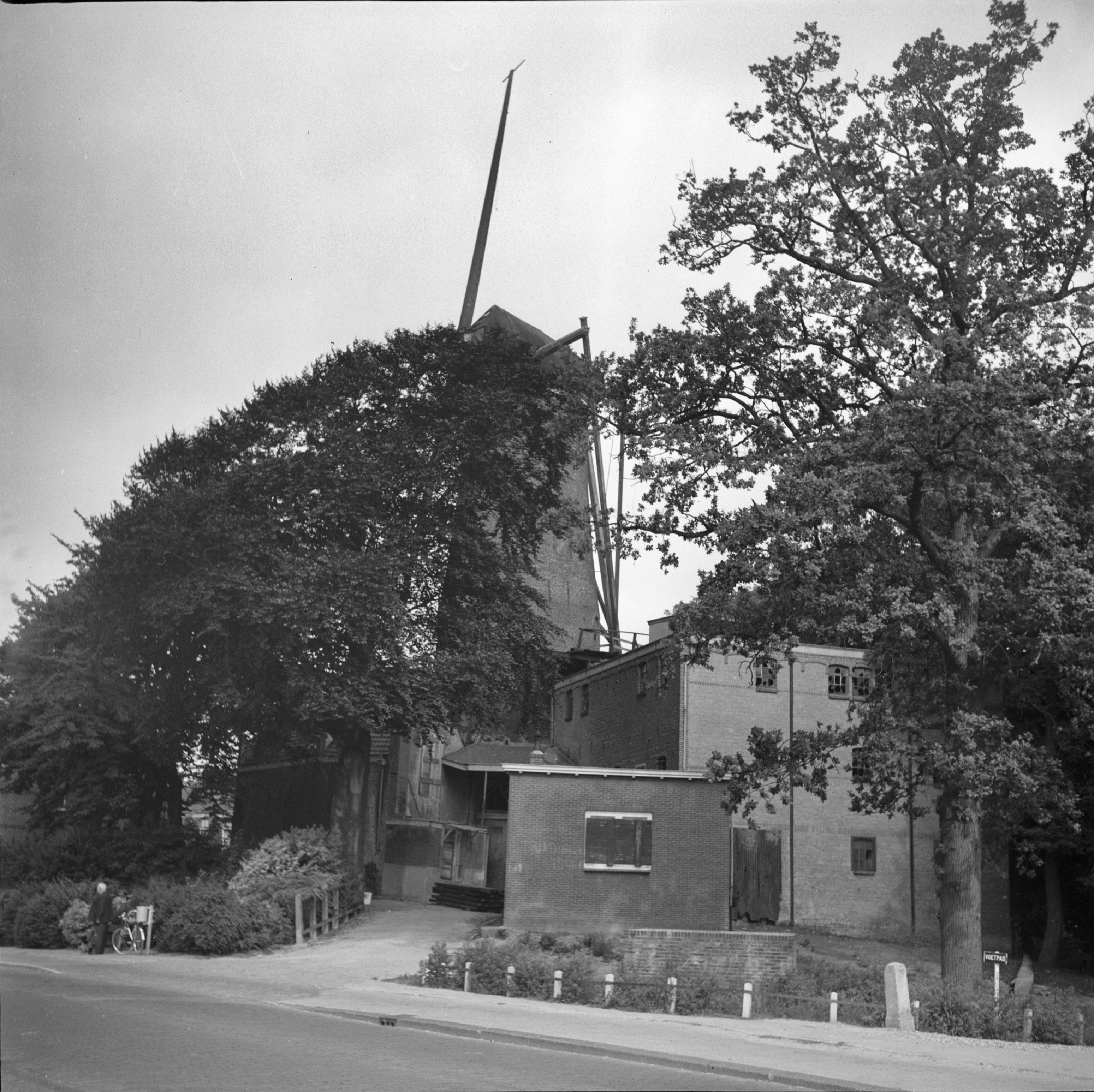
Het gesloopte pakhuis aan de oostzijde van de molen
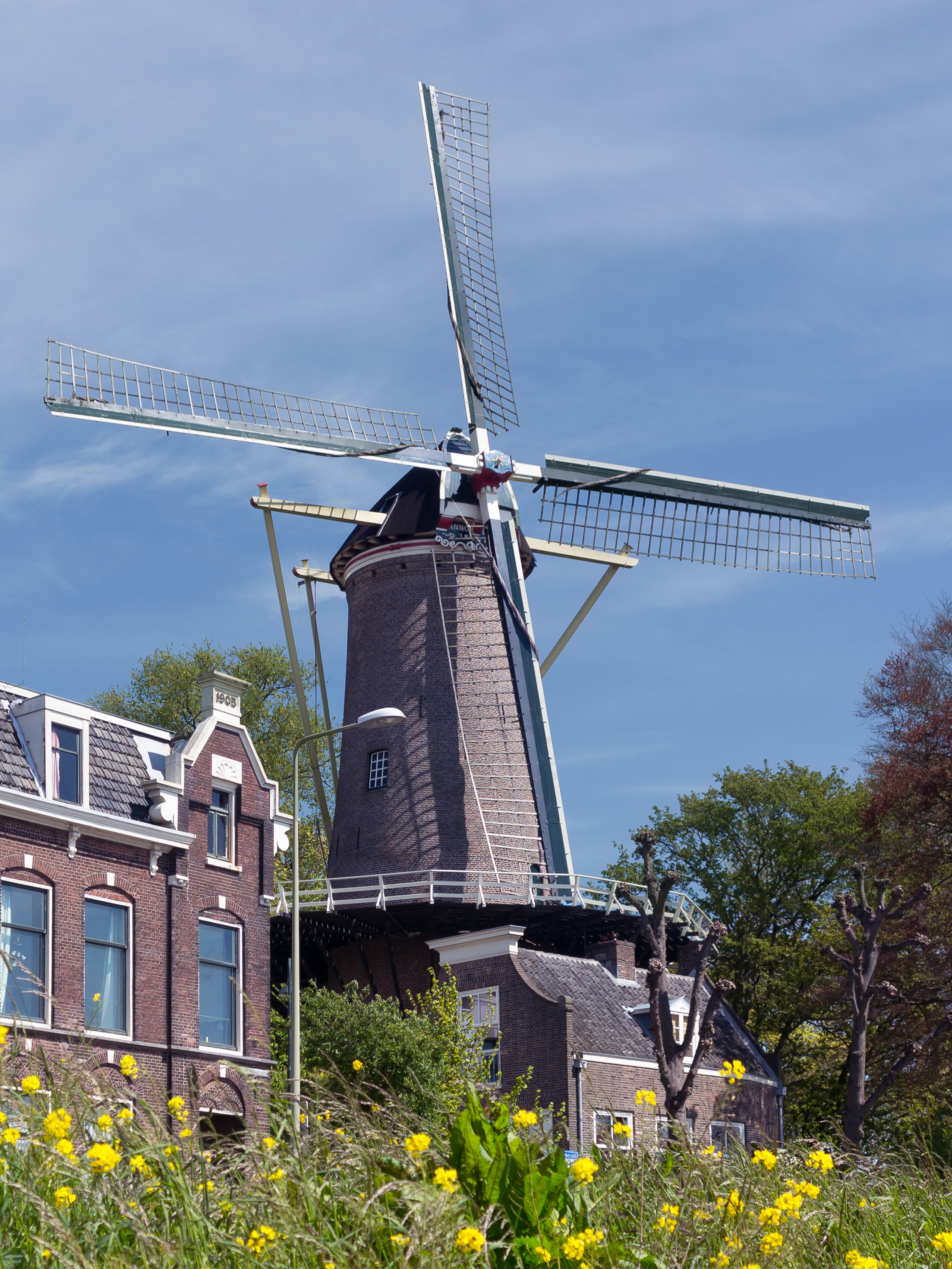
Gouda, molen 't Slot
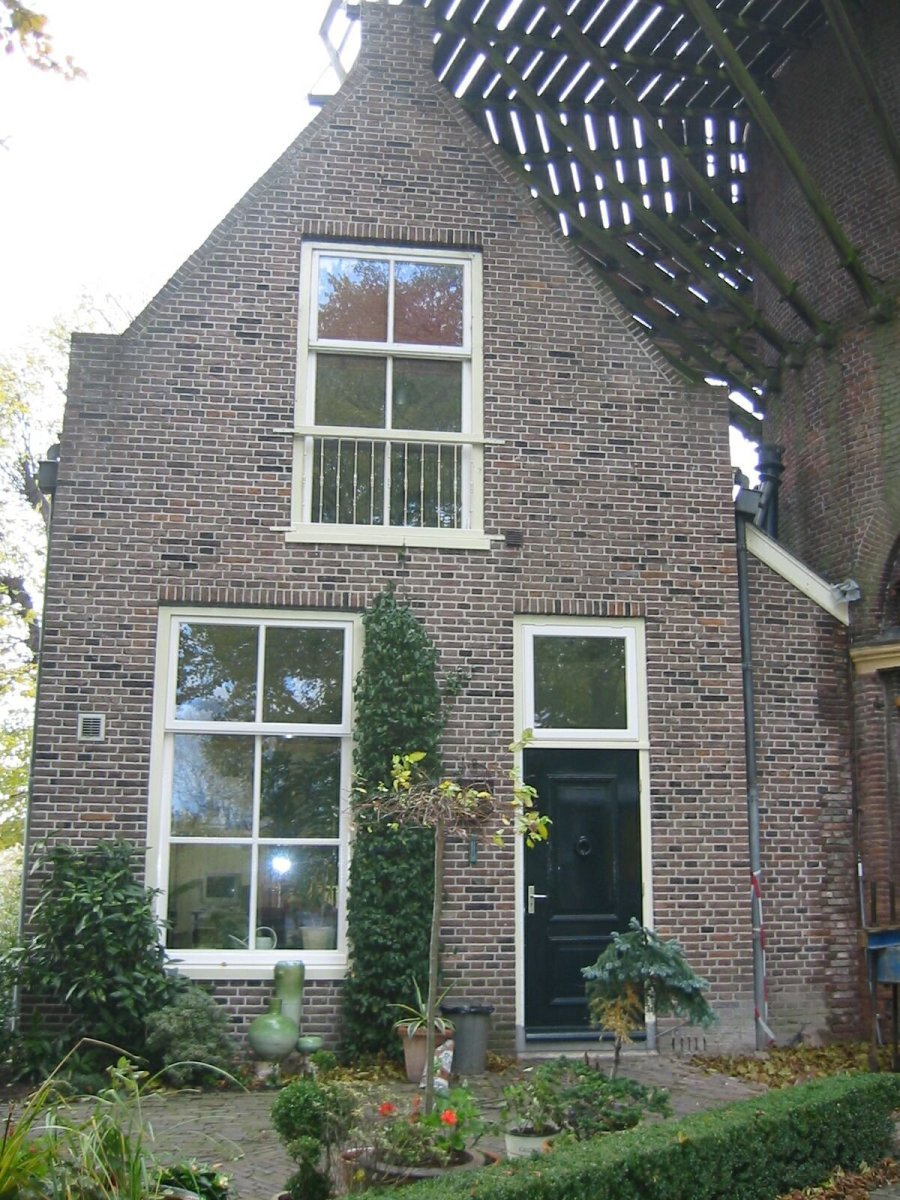
Woonhuis naast ronde stenen stellingmolen